# True Blue Crew
True Blue Crew (TBC) este o organizație australiană de extremă dreapta. Membrii și susținătorii săi au implicați în acte de terorism și vigilantism⁠(d), iar experții care au studiat grupul susțin că acesta pare „dedicat violenței”. Grupul a intrat în atenția publicului în 2015 ca urmare a activităților islamofobe.

## Istoric

#### Activități
Începând din 2014, viitorii membrii ai True Blue Crew au fost implicați în protestele Vocile lui Bendigo și Opriți Moscheea alături de alte grupuri de extremă dreaptă precumQ Society⁠(d), Reclaim Australia⁠(d), Australian Defence League și United Patriots Front care s-au opus construirii unei moschei și a unui centru comunitar islamic în Bendigo, Victoria⁠(d). True Blue Crew a fost fondată în 2015 ca urmare a desființării grupului islamofob Reclaim Australia.
În mai 2016, grupul a participat la un protest împotriva moscheii în Melton alături de membrii grupurilor United Patriots Front și Love Australia or Leave Party.Aproximativ 150 de persoane au manifestat împotriva construirii unor locuințe pe motiv că ar fi dezvoltate strict pentru musulmani.
În ianuarie 2018, a apărut în mass-media că United Patriots Front și True Blue Crew încearcă să organizeze patrule de vigilenți⁠(d)cu scopul de a monitoriza tinerii bărbați de origine africană. După reportaj, Canalul 7 a fost acuzat că oferă o platformă discursului neonazist.
La 25 iunie 2016, poliția a confiscat în timpul unei manifestații intitulate „Australian Pride” diverse arme printre care un cuțit și un box.
În urma atentatului la moscheea Christchurch din martie 2019, au apărut informații că atacatorul - Brenton Tarrant - a adus cu trei ani în urmă numeroase laude extremistului Blair Cottrell care era liderul mișcărilor de extremă-dreapta pe rețelele sociale. Acesta a lăsat peste 30 de comentarii pe fostele pagini ale grupurilor UPF și TBC. Grupul a fost interzis pe Facebook după ce a postat mesaje islamofobe în urma masacrului de la Christchurch.